# 瓦迪
瓦迪（Wadi），是印度卡纳塔克邦Gulbarga县的一个城镇。总人口30038（2001年）。

## 人口
该地2001年总人口30038人，其中男性15462人，女性14576人；0—6岁人口4328人，其中男2256人，女2072人；识字率54.15%，其中男性为62.95%，女性为44.82%。